# 野澤源次郎
野澤 源次郎（のざわ げんじろう、（1864年（元治元年）5月6日 - 1955年（昭和30年））は、日本の実業家。貿易商社・野澤組の2代目。

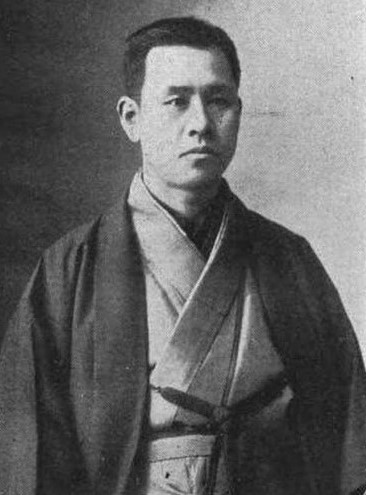
野沢源次郎（1908年）

長野県北佐久郡軽井沢町で大規模な別荘地開墾事業を行い、現在の旧軽井沢の風景を創り上げた人物として知られる。

## 経歴

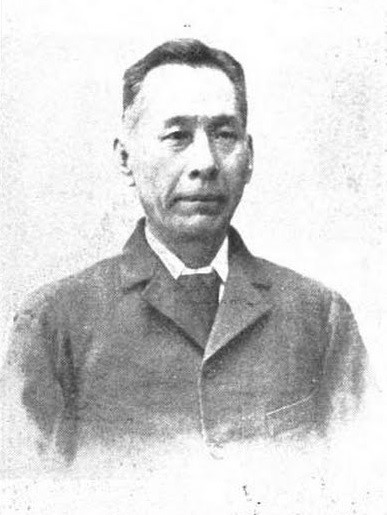
野澤卯之吉（1908年）

1864年（元治元年）5月6日、東京府士族・野澤卯之吉の長男として生まれる。1882年（明治15年）、慶應義塾大学を卒業。父が設立した会社・野澤組に加わり、貿易商として本格化させる。 1883年（明治16年）、後に日本初の洋式国産リボンの製造を行うことになる実業家・岩橋謹次郎の妹・貞子と結婚する。
1895年（明治28年）、海外視察から帰国したのを機に、父・卯之吉とともに製帽会社「初音合資会社」を谷中初音町に設立。わずか1年で事業拡張のために浜松へ移転し、「帝国製帽」（現・テイボー）を設立する。1900年（明治33年）、家督を相続する。
1915年（大正4年）、長野県軽井沢町に転地療養したのをきっかけにこの地の土地活用に目をつけ、川田龍吉や肥田浜五郎などが所有していた旧軽井沢の160万坪にも及ぶ広大な土地を買収し、広い区画にあめりか屋が設計した豪華な洋風建築の別荘を建てて日本人の富裕層に販売、1920年代にかけて「野澤原」と呼ばれる分譲別荘地を創り上げた。景勝地・雲場池の造成や、六本辻のラウンドアバウト付近一帯の道路整備なども、野澤が手がけたものである。
1944年（昭和19年）、軽井沢国民学校への多額の寄付により、紺綬褒章を受章した。
1955年（昭和30年）、死去。

## 旧跡
野澤は長野県軽井沢町にあった桂太郎の別荘を1918年（大正7年）頃に取得し、晩年まで個人的に別荘として使用した。その建物は現在、野澤組の保養所となって現存している。